# Jóannes Bjartalíð
Jóannes Bjartalíð (Klaksvík, 10 luglio 1996) è un calciatore faroese, attaccante o centrocampista del Fredrikstad e della nazionale faroese.

## Carriera

### Club
Ha giocato nella massima serie faroese.
In carriera ha totalizzato complessivamente 15 presenze e 4 reti nei turni preliminari delle varie competizioni UEFA per club.
Il 23 novembre 2022 è stato annunciato il suo passaggio ai norvegesi del Fredrikstad, per cui ha firmato un contratto valido fino al 31 dicembre 2025: l'accordo sarebbe stato ratificato a partire dall'8 gennaio 2023, alla riapertura del calciomercato locale.

### Nazionale
Ha giocato nella nazionale faroese Under-21.
Nel 2019 ha esordito nella nazionale maggiore faroese; in precedenza aveva anche giocato nella nazionale Under-21.

## Palmarès

### Club

#### Competizioni nazionali
- Campionato faroese: 1

KÍ Klaksvík: 2019
- Supercoppa delle Fær Øer: 2

KÍ Klaksvík: 2020, 2022
- 1. divisjon: 1

Fredrikstad: 2023
- Coppa di Norvegia: 1

Fredrikstad: 2024